# Гартман V (граф Кибурга)

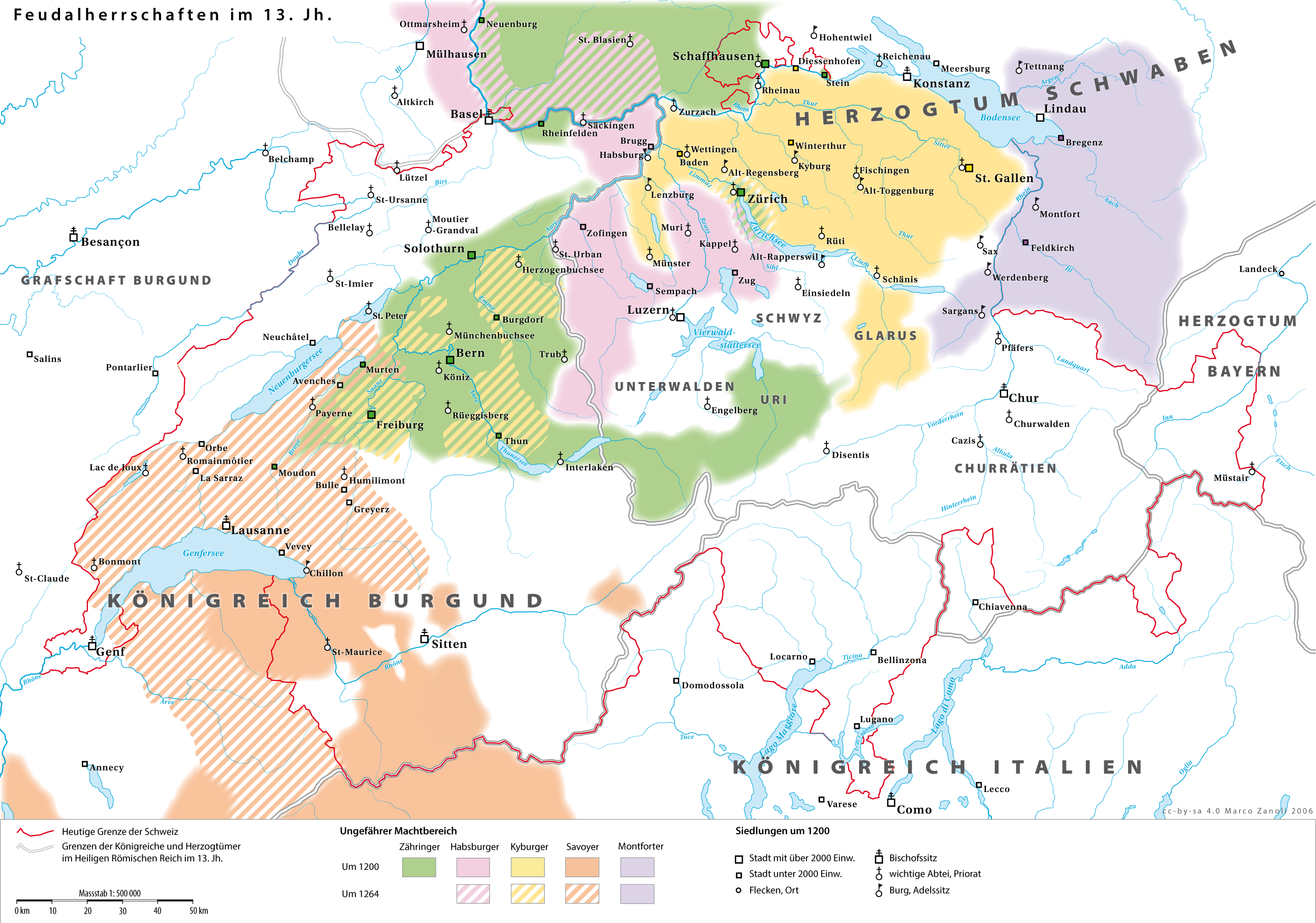
Владения графов Кибурга (жёлтым и жёлто-зелёным цветом)

Гартман V (Hartmann V. von Kyburg) (ум. 03.09.1263) — граф Кибурга, сеньор Фрибурга.
Сын Вернера I фон Кибурга, умершего или погибшего в 1228 году в Акре, и его жены Аликс (Берты) Лотарингской. На момент смерти отца был ещё ребёнком.
Правил вместе с дядей — Гартманом III, и поэтому в документах часто называется Гартман Молодой («Conte Hartmano Giuniore», «Graf Hartman der jünger»).
В апреле 1244 года дал согласие на то, чтобы дядя все свои аллоды (Кибург, Винтертур, Баден, Устер, Виндегг, Вандельберг, Шенис, Либерберг, Мёрсберг, Штекборн) передал епископу Страсбурга и получил назад в виде лена.
Не позднее 9 февраля 1248 года женился на Анне фон Рапперсвил (ум. 30.05.1253), дочери графа Рудольфа фон Рапперсвила. Папа Иннокентий IV аннулировал их брак по причине родства в 3 колене, однако вскоре отозвал свою буллу. Единственный ребёнок — сын Вернер, умерший в детском возрасте.
Овдовев, Гартман V женился на Елизавете де Шалон, дочери Гуго де Шалона, пфальцграфа Бургундии, которая принесла в приданое 1000 марок, графство Ленцбург и все другие владения отца в Констанцской епархии. От неё двое детей: дочь Анна и не известный по имени сын, который родился после смерти отца и вскоре умер.
Гартман V умер 03.09.1263, его дядя Гартман III — 27 ноября 1264 года, и с их смертью род Кибургов пресёкся в мужской линии. Родовые владения унаследовала дочь Гартмана V Анна, в 1271 году вышедшая замуж за Эберхарда, графа Габсбург-Лауфенбургского (имперские лены Лаупен и Гюмминен король Ричард Корнуэльский передал графу Петру Савойскому). До замужества её опекуном был граф Рудольф Габсбург - племянник Гартмана V по матери.